# Gran Premio motociclistico del Belgio 1950
Il Gran Premio del Belgio corso il 2 luglio 1950 sul Circuito di Spa-Francorchamps, è la seconda gara del motomondiale 1950 e rappresenta la 23ª edizione del GP del Belgio.
Solamente 3 le classi in gara: sidecar (al debutto stagionale), 350 e 500; non prendono invece parte alla gara le 125 e le 250. Tutte le gare si sono disputate domenica 2 luglio, una settimana prima del TT di Assen.
La gara vedeva alla partenza 122 concorrenti, di cui circa 15 italiani, e si svolse alla presenza di 70.000 spettatori.
La gara della 350 fu, come usuale, oggetto della lotta tra gli alfieri di Norton e Velocette: vinse Bob Foster, il quale vendicò la sconfitta subita dalla Velocette al TT. Durante la corsa della 350 il britannico Malcolm David Whitworth perse la vita dopo un incidente con il connazionale Charlie Salt.
La gara della 500 vide la vittoria di Umberto Masetti, agevolato dai ritiri delle Norton ufficiali a causa di problemi degli pneumatici. Al secondo giro della corsa Carlo Bandirola, allora in testa, fece un improvviso scarto, venendo colpito da Leslie Graham: Artie Bell, che lo seguiva, non poté evitarlo. Portato in ospedale con commozione cerebrale e fratture multiple, Bell non si riprenderà mai dall'incidente. Va segnalata la prima volta a punti dell'MV Agusta, quinta con Arciso Artesiani.
Nei sidecar, nuova vittoria di Eric Oliver su Ercole Frigerio.

## Classe 500
Furono 41 i piloti al via e di questi 19 vennero classificati al termine della gara

### Arrivati al traguardo
| Pos. | Pilota           | Moto       | Tempo      | Punti |
| ---- | ---------------- | ---------- | ---------- | ----- |
| 1    | Umberto Masetti  | Gilera     | 1h 12:48.8 | 8     |
| 2    | Nello Pagani     | Gilera     | + 0' 41,7" | 6     |
| 3    | Ted Frend        | AJS        | + 0' 43,9" | 4     |
| 4    | Carlo Bandirola  | Gilera     | + 1' 01,5" | 3     |
| 5    | Arciso Artesiani | MV Agusta  | + 1' 07,7" | 2     |
| 6    | Harry Hinton     | Norton     |            | 1     |
| 7    | Bob Foster       | AJS        |            |       |
| 8    | Reg Armstrong    | Velocette  |            |       |
| 9    | Dickie Dale      | Norton     |            |       |
| 10   | Felice Benasedo  | Moto Guzzi |            |       |
| 11   | James Swarbrick  | Norton     |            |       |
| 12   | Sidney Jensen    | AJS        |            |       |
| 13   | Philip Heath     | Norton     |            |       |
| 14   | Arthur Wheeler   | Norton     |            |       |
| 15   | Auguste Goffin   | Norton     |            |       |
| 16   | Albert Vertriest | Triumph    |            |       |
| 17   | Jaak Delsing     | Triumph    |            |       |
| 18   | Vaino Hollming   | Norton     |            |       |
| 19   | Evert Carlsson   | Norton     |            |       |

## Classe 350

### Arrivati al traguardo
| Pos. | Pilota         | Moto      | Tempo        | Punti |
| ---- | -------------- | --------- | ------------ | ----- |
| 1    | Bob Foster     | Velocette | 0h 59' 28,8" | 8     |
| 2    | Artie Bell     | Norton    | + 0' 24,6"   | 6     |
| 3    | Geoff Duke     | Norton    |              | 4     |
| 4    | Bill Lomas     | Velocette |              | 3     |
| 5    | Charlie Salt   | Velocette |              | 2     |
| 6    | Harold Daniell | Norton    |              | 1     |

## Sidecar

### Arrivati al traguardo
| Pos. | Pilota              | Passeggero         | Moto   | Tempo        | Punti |
| ---- | ------------------- | ------------------ | ------ | ------------ | ----- |
| 1    | Eric Oliver         | Lorenzo Dobelli    | Norton | 0h 44' 43,9" | 8     |
| 2    | Ercole Frigerio     | Ezio Ricotti       | Gilera | + 0' 28,6"   | 6     |
| 3    | Hans Haldemann      | Josef Albisser     | Norton |              | 4     |
| 4    | Ferdinand Aubert    | René Aubert        | Norton |              | 3     |
| 5    | Alphonse Vervroegen | Pierrot Vervroegen | F.N.   |              | 2     |
| 6    | Fritz Mühlemann     | Marie Mühlemann    | Norton |              | 1     |

## Fonti e bibliografia
- Corriere dello Sport, 3 luglio 1950, pag. 7.